# Mujtarjan Dildabekov
Mujtarjan Kabylanbekuly Dildabekov (en kazajo: Мұхтархан Қабыланбекұлы Ділдәбеков; Abay, URSS, 19 de marzo de 1976) es un deportista kazajo que compitió en boxeo.
Participó en dos Juegos Olímpicos de Verano, obteniendo una medalla de plata en Sídney 2000, en el peso superpesado, y el quinto lugar en Atenas 2004, en el mismo peso. Ganó una medalla de plata en el Campeonato Mundial de Boxeo Aficionado de 1999, en la categoría de +91 kg.

## Palmarés internacional
| Juegos Olímpicos   | Juegos Olímpicos         | Juegos Olímpicos | Juegos Olímpicos |
| Año                | Lugar                    | Medalla          | Categoría        |
| ------------------ | ------------------------ | ---------------- | ---------------- |
| 2000               | Sídney (Australia)       | Medalla de plata | +91 kg           |
| Campeonato Mundial |                          |                  |                  |
| Año                | Lugar                    | Medalla          | Categoría        |
| 1999               | Houston (Estados Unidos) | Medalla de plata | +91 kg           |